# Птици носорози
Птиците носорози (Bucerotiformes) са разред средноголеми животни от клас Птици (Aves). Включва четири семейства с около 70 вида, повечето разпространени в тропичните и субтропичните области.

## Семейства
Разред Bucerotiformes – Птици носорози
- Подразред Upupi
  - Phoeniculidae – Дървесни папуняци
  - Upupidae – Папунякови
- Подразред Buceroti
  - Bucorvidae
  - Bucerotidae – Носорогови птици